# Campeonato Cearense 1968
In 1968 werd het 54ste Campeonato Cearense gespeeld voor clubs uit Braziliaanse staat Ceará. De competitie werd georganiseerd door de FCF en werd gespeeld van 11 februari tot 28 juli. Er werden twee toernooien gespeeld, omdat Ferroviário beide toernooien won was er geen finale om de titel meer nodig. 

## Eerste toernooi
| Plaats | Club              | Wed. | W | G | V | Saldo | Ptn. |
| ------ | ----------------- | ---- | - | - | - | ----- | ---- |
| 1.     | Ferroviário       | 7    | 4 | 3 | 0 | 16:7  | 11   |
| 2.     | Calouros do Ar    | 7    | 4 | 2 | 1 | 14:6  | 10   |
| 3.     | Fortaleza         | 7    | 4 | 2 | 1 | 11:5  | 10   |
| 4.     | América           | 7    | 3 | 1 | 3 | 8:12  | 7    |
| 5.     | Ceará             | 7    | 2 | 3 | 2 | 8:11  | 7    |
| 6.     | Quixadá           | 7    | 2 | 1 | 4 | 6:10  | 5    |
| 7.     | Messejana         | 7    | 1 | 1 | 5 | 8:14  | 3    |
| 8.     | Guarany de Sobral | 7    | 1 | 1 | 5 | 6:12  | 3    |

|  | Geplaatst voor finale |

## Tweede toernooi
| Plaats | Club              | Wed. | W | G | V | Saldo | Ptn. |
| ------ | ----------------- | ---- | - | - | - | ----- | ---- |
| 1.     | Ferroviário       | 7    | 4 | 3 | 0 | 11:6  | 11   |
| 2.     | Quixadá           | 7    | 4 | 1 | 2 | 14:8  | 9    |
| 3.     | Ceará             | 7    | 3 | 2 | 2 | 8:5   | 8    |
| 4.     | Fortaleza         | 7    | 3 | 2 | 2 | 8:5   | 8    |
| 5.     | Calouros do Ar    | 7    | 3 | 1 | 3 | 7:6   | 7    |
| 6.     | América           | 7    | 2 | 3 | 2 | 4:7   | 7    |
| 7.     | Guarany de Sobral | 7    | 2 | 2 | 3 | 9:11  | 6    |
| 8.     | Messejana         | 7    | 0 | 0 | 7 | 2:15  | 0    |

|  | Geplaatst voor finale |

### Kampioen
| Campeonato Cearense de 1968     |
| Ceará                           |
| ------------------------------- |
| FERROVIÁRIO Kampioen (4° titel) |